# Flodormörn
Flodormörn (Circaetus cinerascens) är en fågel i familjen hökar inom ordningen hökfåglar.

## Utseende och läte
Flodormörnen är en knubbig, mörkbrun rovfågel med tvärbandad undersida, gula ben och ordentligt gul längst in på näbben. I flykten syns ett tydligt brett vitt band på stjärten. Brun ormörn är mycket större med gråvit vaxhud och grå ben. Lätet är ett märkligt, tillstrypt "whaaat-hooooa".

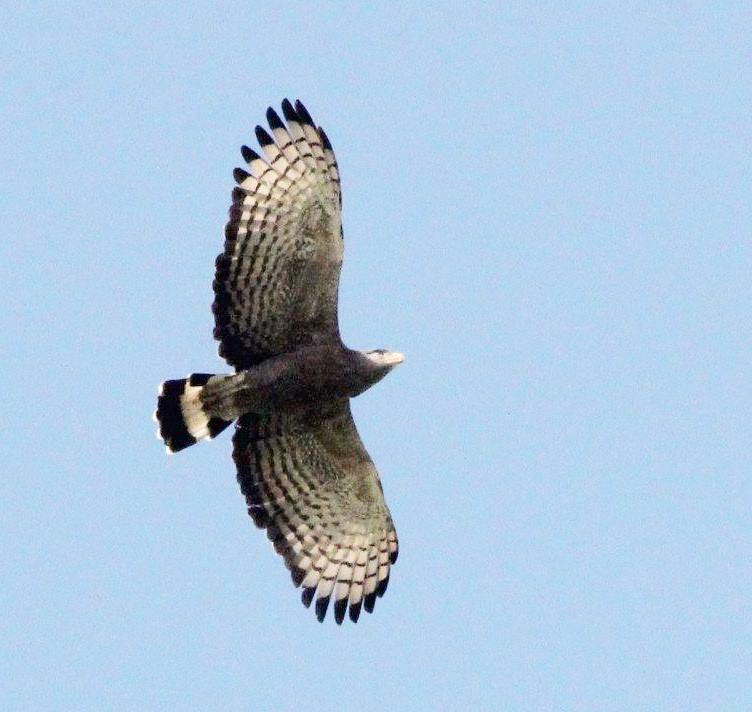

## Utbredning och systematik
Fågeln förekommer i Afrika söder om Sahara, mer precist från Senegal och Gambia österut till västra Etiopien och söderut till Zambezifloden, i söder till Angola, i öster nordöstra Namibia och Botswana och i öster till Zimbabwe och Moçambique. Den behandlas som monotypisk, det vill säga att den inte delas in i några underarter.

## Levnadssätt
Flodormörnen hittas i skogsområden intill floder, därav namnet, men födosöker även i buskmarker och jordbruksområden. Den undviker regnskog. Fågeln kan ses sitta stilla långa perioder och kretsflyger sällan.

## Status och hot
Arten har ett stort utbredningsområde, men tros minska i antal, dock inte tillräckligt kraftigt för att den ska betraktas som hotad. Internationella naturvårdsunionen IUCN listar därför arten som livskraftig (LC).